# Evere

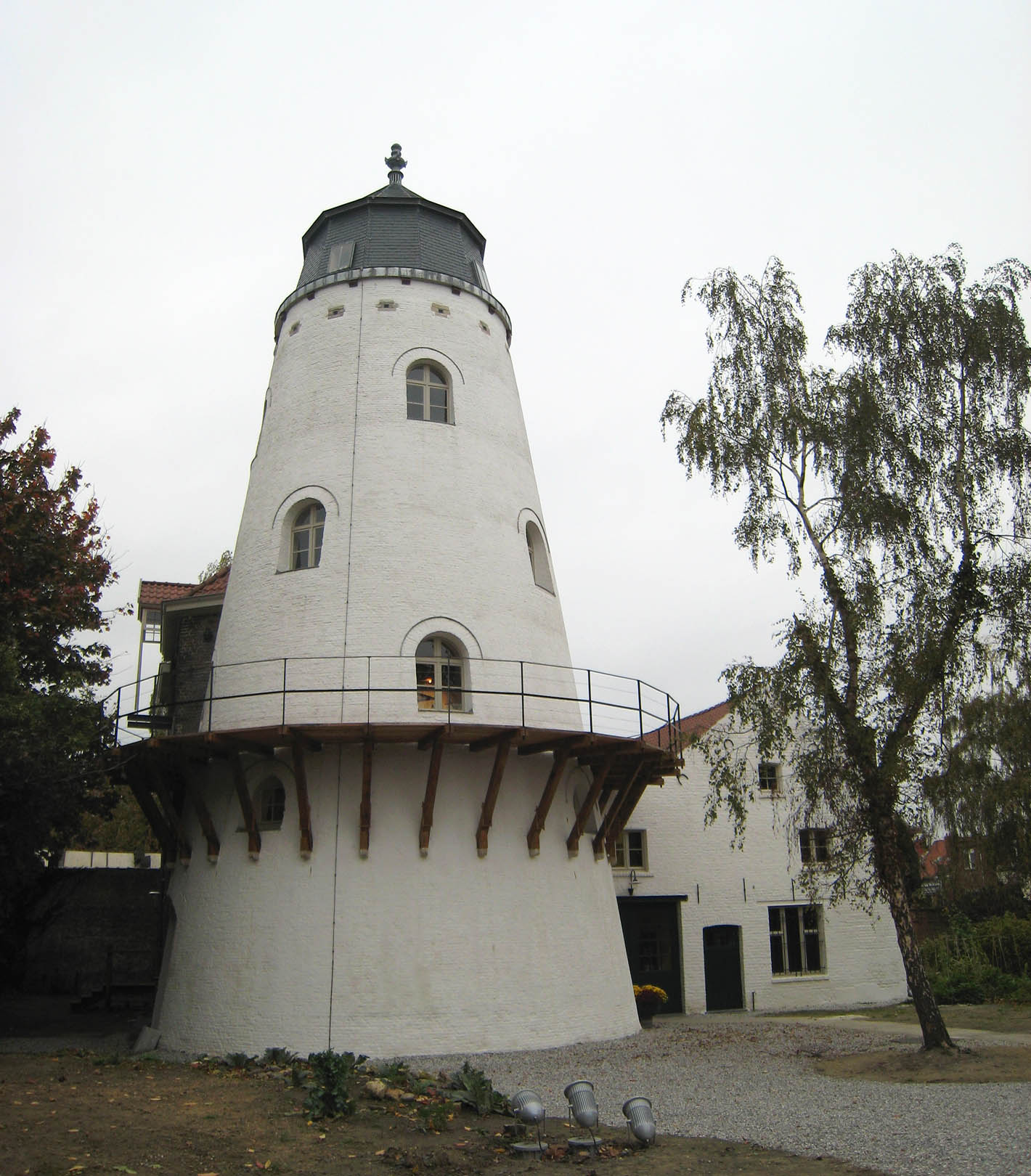
Zabytkowy wiatrak zbudowany w 1841 r.

Evere – gmina w Belgii, jedna z 19 w dwujęzycznym Regionie Stołecznym Brukseli, w Okręgu Stołecznym Brukseli. 1 stycznia 2023 liczyła 44 255 mieszkańców.

## Historia
Do końca I wojny światowej, gmina Evere miała głównie charakter rolniczy. Uprawa była zdominowana głównie przez marchew i rzepę, które przodowały aż do czasu wprowadzenia ziemniaka w drugiej połowie XVIII wieku. Pod koniec XIX wieku w wyniku masowego przywozu do Europy pszenicy z USA i Imperium Rosyjskiego, zaczęły powstawać sady typu huerta, w których przeważała uprawa cykorii.
Od 1919 roku następuje powolna industrializacja ukierunkowana na budowę samolotów. Było to spowodowane bliskością pierwszego krajowego lotniska Haren.
Po II wojnie światowej, eksplozja demograficzna i niedostatek wolnych domów oraz działek budowlanych dostępnych w regionie Brukseli przyspiesza utratę gruntów rolnych. Kolejny wzrost  urbanizacji nastąpił w 1968 roku, wraz z pojawieniem się w Haren siedziby Organizacji Paktu Północnoatlantyckiego (NATO) na nieużywanym terenie starego lotniska. Ta obecność pociąga za sobą również przybycie dużej liczby firm w sektorze usług, dzięki którym został utworzony park naukowy Da Vinci Research Park pomiędzy Evere i Haren.

## Komunikacja
Przez gminę przebiegają linie tramwajowe nr 32, 55 i 62. Ponadto znajdują się tu dwie stacje kolejowe Bordet oraz Evere obsługiwane przez SNCB/NMBS. Istnieją plany budowy nowej linii metra północ-południe, łączącej stację metra Rogier ze stacją kolejową Bordet.

## Współpraca
Miejscowość partnerska:
- Lokossa, Benin